# Швеция: ад и рай
«Швеция: ад и рай» (итал. Svezia, inferno e paradiso) — итальянский документальный фильм 1968 года в жанре мондо, снятый Луиджи Скаттини по мотивам одноимённой книги Энрико Альтавиллы, опубликованной издательством Риццоли в 1967 году.

## Производство
Документальный фильм посвящён аспектам сексуальности шведского общества того времени, включая проблемы (недостаток сексуального образования, угрозы и психологические травмы, которым подвергались девушки, и т. д.). Фильм состоит из 9 эпизодов, в том числе на такие темы, как лесбийские ночные клубы, порнографические фильмы, супружеская жизнь и разногласия, а также половое воспитание подростков. В фильме также рассказывается о наркомании, алкоголизме и самоубийствах в Швеции.
Фильм создал режиссёр Луиджи Скаттини, который ранее снял фильм Sexy Magico, вдохновленный одноимённой книгой писателя Энрико Альтавилла, журналиста Corriere della Sera.
Комментарий к фильму на итальянском языке читает Энрико Мария Салерно, а в английской версии — Эдмунд Пурдом.

## Выпуск
Фильм был выпущен в Италии в 1968 году с запретом на показ несовершеннолетним в возрасте до 18 лет из-за содержания.

## Реакция
Критика отозвалась о фильме негативно, однако его с энтузиазмом встретила аудитория в Италии, что позволило фильму собрать рекордную для того времени сумму, почти полтора миллиарда лир. Это также способствовало настоящему туристическому буму в Швецию.

## Инциденты
Главные герои были сняты с обещанием, что фильм никогда не будет выпущен в Швеции, однако фильм всё-таки попал в страну, поскольку шведские журналисты обнаружили английскую версию фильма в посольстве Швеции во Франции и фильм был показан шведской телекомпанией SVT2 28 декабря 1971 г.
Реакция на фильм в Швеции была настолько негативной, что он вызвал дипломатический скандал с официальным протестом, из-за которого режиссёр не мог попасть в Швецию в течение нескольких лет.

## Саундтрек
Саундтрек написал композитор Пьеро Умилиани и был выпущен в виде альбома, в США и Канаде. Он включает известную песню Mah-nà mah-nà, которая в дальнейшем многократно исполнялась другими исполнителями, в частности, в одном из скетчей «Маппет-шоу», а также в одном из первых номеров комик-труппы «Маски» (1984).